# Peça Hotel Valparaíso Cas Palma Arena
La peça Valparaiso és la peça separada número 6 del Cas Palma Arena. S'investigà un suposat pagament de 42.111,13 € en total, per part de l'empresari i exbatle de Muro Miquel Ramis Martorell (Hotel Valparaiso) al llavors president del Govern, Jaume Matas (PP, a través d'una falsa contractació de la seva dona Maite Areal.

## Cronologia
L'empresari mallorquí Miquel Ramis Martorell, exalcalde de Muro per Convergència Democràtica Murera, va donar un treball al seu hotel Valparaíso de Palma a Maite Areal, dona del llavors president del Govern del PP Jaume Matas per deferència a aquest polític, segons va explicar Miquel Ramis al jutge José Castro que investiga el cas Palma Arena.
Ramis va declarar en qualitat de testimoni, encara que acompanyat per Rafael Perera, lletrat de Matas i Areal. Maite Areal va treballar el 2007 com a relacions públiques de l'Hotel Valparaíso, perquè el seu marit l'hi va demanar com un favor al president de Grupotel, que no va saber negar. Areal acabava d'abandonar un lloc similar en una consultoria mallorquina perquè "no hi havia captat ni un sol client en més d'un any", segons es desprèn de la investigació del cas Palma Arena.
El jutge José Castro va incloure les contractacions de la dona del també exministre de Medi Ambient en una de les peces separades del sumari, per si fossin constitutives dels delictes de blanqueig de capitals, suborn i altres. La Policia Judicial de la Guàrdia Civil i l'Agència Tributària estaven rastrejant al mil·límetre el patrimoni de Matas i d'alguns dels seus familiars més pròxims: la seva esposa, el seu cunyat Fernando Areal i la seva mare, entre d'altres. Les indagacions es van estendre als Estats Units, on es va a remetre una comissió rogatòria per intentar localitzar la presumpta fortuna oculta. Els investigadors presumeixen que Matas va poder obtenir ingents sumes de diners producte de suborns o comissions. Aquests fons negres els hauria invertit en els seus immobles, especialment en l'habitatge conegut com el "palauet" i un altre pis de luxe a Madrid.
Ramis va manifestar que Matas li va demanar el favor el 2006. "Em va dir que el treball per a la seva dona era per un any, des de gener a desembre del 2007". L'empresari va assegurar que va fitxar Areal perquè era una persona que "coneixia molta gent".
El sou pactat entre Ramis i l'esposa de Jaume Matas va ser de 60.000 euros bruts anuals, en 14 pagues. Areal no va ocupar cap despatx a la seu del Valparaíso o de la cadena a la qual pertany: "No tenia un lloc físic per treballar, les seves funcions les feia a cavall entre Palma i Madrid, on residien els seus fills". L'empresari de Muro va donar d'alta a la Seguretat Social a la cònjuge del polític, però no li va fer un contracte. "Va ser un acord verbal a causa de les relacions de confiança entre les dues parts", va puntualitzar Miquel Ramis. L'hoteler va revelar que va crear un lloc específic per Areal perquè confiava que serviria per beneficiar als seus negocis. "Només em rendia comptes a mi".
L'empresa turística va pagar a Maite Areal fins a desembre de 2007. La relació laboral es va acabar quan Matas i la seva dona van anar a viure als Estats Units. El Valparaíso va ser escenari de nombrosos actes on el Govern de Matas va participar com a organitzador o col·laborador. Aquests esdeveniments van ser conferències, reunions, seminaris, etc. Per exemple, l'abril del 2007 el president Jaume Matas i Palou va assistir en aquest establiment a una conferència del científic Manuel Patarroyo. La seva esposa ja era la relacions públiques de l'hotel.

## Sentència
El 2 de desembre de 2013 començà la vista oral, a l'Audiencia Provincial de Palma, amb un jurat popular format per 8 persones contra Jaume Matas per un delicte de suborn.
Mesos abans, per evitar comparèixer davant un jurat popular, l'advocat de Jaume Matas, va tornar a plantejar que el delicte de suborn que li imputava el fiscal Anticorrupció, Pedro Horrach Arrom, havia prescrit i, per tant, aquest judici davant un jurat popular no podia celebrar-se. No és la primera vegada que l'exministre va plantejar la qüestió de la prescripció. El seu advocat, l'exmagistrat Miquel Arbona, ja va discutir aquesta qüestió en una vista convocada pel jutge que presidirà aquest judici amb jurat popular. L'advocat qüestionava que l'expolític mai havia estat interrogat específicament sobre aquesta contractació per la qual cosa, atès que ja havien transcorregut més de tres anys des de la signatura d'aquest contracte de treball, el cas s'havia de declarar prescrit. Aquest argument de defensa va ser rebutjat pel magistrat Juan Jiménez Vidal, que va assenyalar fins i tot la data en què s'havia de celebrar el judici amb jurat popular, que presidirà ell. El jutge va rebutjar la prescripció, però sí que va acceptar la proposta de l'advocat Arbona de limitar el nombre de testimonis. El fiscal havia proposat que declaressin un total de 25 testimonis i que s'analitzés tota la documentació sobre l'origen dubtós de l'abundant patrimoni econòmic de l'expresident del Govern. El magistrat va delimitar la prova del judici i només va permetre que se citi a declarar la dona de Jaume Matas, Maite Areal i el propietari de l'hotel que va contractar la dona del president. Va rebutjar que s'incorporaran al cas les declaracions policials i judicials que es van prendre durant la investigació patrimonial de Matas.
La Fiscalia Anticorrupció va sorprendre el primer dia del segon judici per corrupció contra l'expresident Jaume Matas proposant a darrera hora que testifiquessin quatre dels qui varen ser els puntals del seu Govern. Es tractava dels exconsellers de Turisme, Joan Flaquer; de Presidència i Esports, Rosa Puig; i de Salut, Aina Castillo; a més de l'exdirector general d'Esports, José Luís "Pepote" Ballester.